# John Pilger
 (juin 2020).
Pour les articles homonymes, voir Pilger.

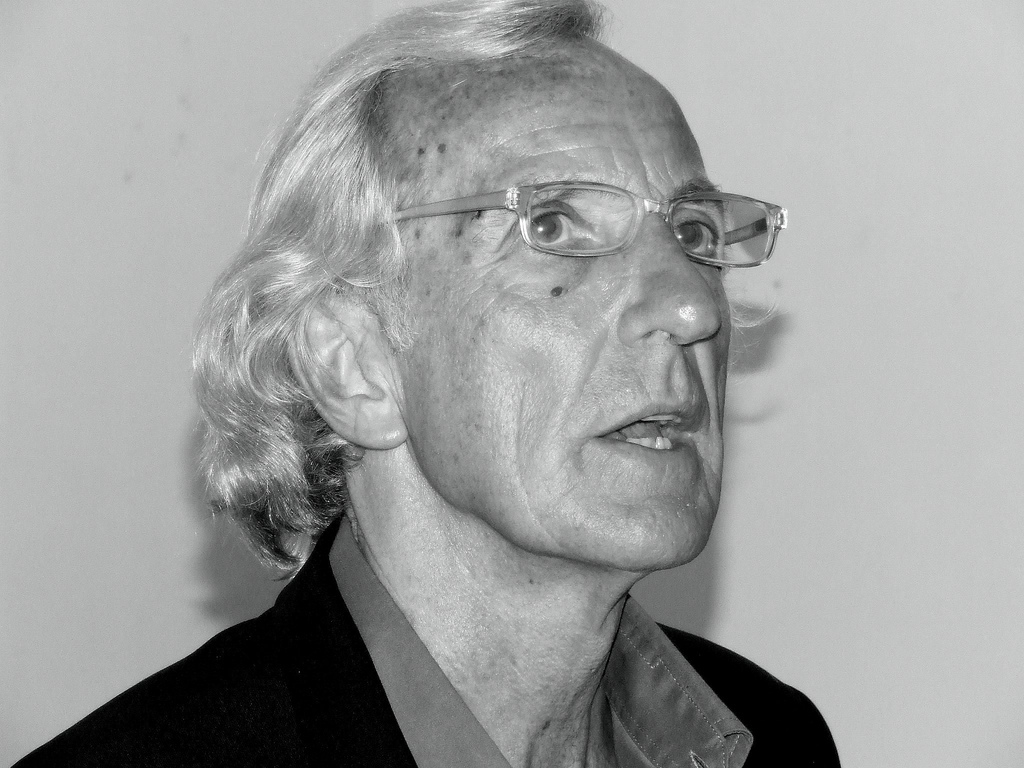
John Pilger

John Richard Pilger, né le 9 octobre 1939 à Sydney en Australie et mort le 30 décembre 2023 à Londres, est un journaliste, scénariste et réalisateur australien installé à Londres depuis 1962.
Il obtient de nombreux prix au cours de sa carrière de journalisme. Après cette carrière, plusieurs de ses prises de position et déclarations, concernant notamment la guerre civile syrienne, sont controversées.

## Biographie
John Pilger est correspondant de guerre au Viêt-nam, au Cambodge, en Égypte, en Inde, au Bangladesh et au Biafra. L'un de ses premiers films, Year Zero (Année Zéro) attire l'attention de la communauté internationale sur les violations des droits de l'Homme commises par les Khmers rouges au Cambodge.
John Pilger obtient de nombreux prix de journalisme et d'associations des droits de l'Homme (le Prix Sophie en 2003), dont deux fois, le prix britannique du Journalist of the Year.
John Pilger possède un site consacré à la cause du non-interventionnisme,. Il est également membre de la Courage Foundation.

### Carrière
John Pilger est né et a grandi à Bondi, dans la banlieue de Sydney en Australie. Son goût pour le journalisme est précoce. Il participe à un journal au lycée, puis, à 17 ans rejoint le Sydney Sun comme copiste, puis le Sydney Daily Telegraph. Quelques années après, il part en Europe, travaille un temps en Italie, puis s'installe à Londres au début des années 1960. Il travaille au Mirror pendant 23 ans. Il est envoyé couvrir le conflit vietnamien sur place. Il estime que cette guerre est une indignité perpétrée par le gouvernement américain à la fois contre le peuple américain et vietnamien. Pour lui, il s'agit d'un évènement essentiel du XXe siècle, une « farce construite sur des mensonges », qui permet de comprendre comment fonctionne un pays capitaliste. Pendant huit ans, il partage son temps entre le Vietnam et les États-Unis. Être basé aux États-Unis lui permet également de suivre l'avancée des droits civiques américains pendant cette période. Il est témoin de l'assassinat de Robert Kennedy en 1968.
En 1985, il est licencié du Mirror après que Robert Maxwell a pris le contrôle du Mirror en 1984 avec pour ambition de surpasser le Sun et qu'il a qualifié John Pilger de « journaliste surestimé »,,. Ensuite, il écrit comme pigiste, notamment dans The Independent, The Guardian et le New Statesman,.
En 1987, il doit devenir rédacteur en chef du News of Sunday, une nouvelle publication qui ambitionne de devenir importante à gauche. Mais il quitte le projet avant le lancement. News of Sunday fait faillite très rapidement, peu après la réélection de Margaret Thatcher en 1987.
En 2001 après les attentats du 11 septembre, il revient au Mirror alors que Piers Morgan y est rédacteur en chef. Il y reste pendant 18 mois. Il déclare au sujet de cette période : « J'étais heureux de continuer à écrire pour le Mirror, mais Piers était sous la pression de la direction et des actionnaires américains qui s'opposaient au type de journalisme qu'il publiait, souvent écrit par moi ».
Ses derniers articles dans New Statesman et The Guardian datent de 2014 et 2015. Concernant The Guardian, John Pilger affirme que sa chronique a été supprimée lors d'une purge visant des personnalités « qui disaient ce que le Guardian ne dit plus ». Ce commentaire de John Pilger fait suite au départ de trois chroniqueurs, dont Paul Mason (en), un supporter de Jeremy Corbyn.

## Documentaires
John Pilger a réalisé plus de 50 documentaires. En 1970, dans son premier documentaire, The Quiet Mutiny, il fait le portrait d'un soldat américain pendant la guerre du Vietnam et montre un changement du moral des troupes américaines.

### Palestine Is Still The Issue
En 2002, Palestine Is Still The Issue affirme que les Palestiniens ont subi des injustices de le part des Israéliens et que ces injustices sont à l'origine du conflit. Le film donne la parole à des Palestiniens, des Israéliens et un porte-parole du gouvernement israélien. Diffusé au Royaume-Uni le jour de Yom Kippour, le documentaire, vu par un million de téléspectateurs, suscite éloges et plaintes à parts égales dans le public. L'ambassade israélienne proteste, estimant notamment que les Palestiniens ont été absous et que toute la culpabilité a été mise sur les Israéliens. Le Board of Deputies of British Jews (en) abonde dans le même sens, et même Michael Green, le patron de la société ayant produit le documentaire, affirme que ce dernier n'est pas factuellement exact. John Pilger répond que chaque information a été vérifiée et re-vérifiée et que le conseiller historique du documentaire est un éminent historien israélien. John Pilger affirme également que Michael Green avait vu le film avant sa diffusion sans faire de commentaire.
Une plainte est déposée auprès de l'organisme de surveillance de la télévision et le directeur de ce dernier appelle à la réalisation d'un programme d'équilibrage, affirmant que le documentaire de John Pilger est axé sur l'agression présumée d'Israël et ne mentionne pas une vague d'attentats suicide ayant conduit l'armée israélienne à occuper les villes de Cisjordanie. John Pilger déclare que la télévision a pour position habituelle de considérer qu'il existe une équivalence entre les deux camps en guerre, ce qui est pour lui « complètement faux », voyant dans l'« occupation illégale des terres palestiniennes par Israël » une « grande injustice ».

### The Coming War on China
En 2016, dans The Coming War on China, il affirme qu'il existe un grand risque de guerre entre les États-Unis et la Chine, estimant que depuis la présidence de Barack Obama, l'Amérique a une politique de domination provocatrice dans la région Asie-Pacifique. Le premier tiers du documentaire est consacré aux essais nucléaires des États-Unis dans les îles Marshall à partir de 1946. Pendant 12 années, ils libèrent 42 mégatonnes et, selon The Guardian, Pilger a démontré « scientifiquement » que les insulaires ont servi de cobayes concernant les effets des radiations, qui ont provoqué notamment des cancers de la thyroïde. Des insulaires ont également été expulsés de leurs îles, afin de permettre l'installation par les américains de bases de missiles pointées vers la Chine communiste. The Guardian estime le documentaire « sobre » et pas trop « Tout-ce-qui-est-américain-est-mauvais », John Pilger n'ayant pas trop « pilgerisé ».

## Critiques de son travail
En 2015, John Pilger accuse l'administration américaine d'avoir financé un coup d'État en Ukraine lors de la crise ukrainienne, affirmant que « l'administration Obama a dépensé 5 milliards de dollars pour un coup d'État contre le gouvernement élu »,. Conspiracy Watch précise que le chiffre de 5 milliards de dollars correspond à l’« aide américaine à l’Ukraine sur la période qui s’étend de 1992 à 2013, soit plus de vingt ans » et estime que l'affirmation de ce dernier biaise les propos tenus par Victoria Nuland, secrétaire d’État américaine.
Georges Monbiot, journaliste au Guardian, écrit que John Pilger « célèbre pour sa dénonciation de la propagande et des mensonges », affirme que le gouvernement syrien n'aurait pas pu mener l'attaque chimique de Khan Cheikhoun. Il fonde son analyse sur le fait que le régime syrien a détruit son arsenal chimique en 2014, et il maintient que « les djihadistes à Khan Cheikhoun jouent avec le sarin et les gaz neurotoxiques ... depuis des années maintenant ». George Monbiot affirme quant à lui que, malgré les nombreuses affirmations en ce sens, il n’a trouvé « aucune preuve crédible que les djihadistes syriens aient accès au sarin ». À ce propos, Conspiracy Watch affirme que ces déclarations de Pilger vont « à rebours de toutes les enquêtes sérieuses sur le sujet ». Par ailleurs, en mai 2018, John Pilger prétend qu’il n’y a « aucune preuve » d’une attaque chimique à Douma.
Le chercheur Azeem Ibrahim, professeur au US War College, affirme que John Pilger fait partie des journalistes qui, par la couverture qu'ils font du conflit en Syrie, permettent à Bachar el-Assad de poursuivre ses crimes. Selon lui, Pilger a participé à semer la confusion : « en décrivant toute opposition à Assad comme « Al Qaeda » et en peignant Assad comme la véritable victime de l'agression américaine, ils ont brouillé les cartes. Les arguments en faveur d'une action contre Assad reçoivent moins d'audience publique grâce au travail de leurs plumes ».
Selon le journaliste Brian Whitaker, ancien du Guardian, John Pilger soutient l'« explication simpliste » que la Syrie et la Russie sont agressées par les occidentaux, que les médias et gouvernements mentent, à l'exception de quelques « conteurs de vérités » désignés, comme Pilger lui-même, le journaliste à The Independent Robert Fisk, « contesté sur les faits » par Brian Whitaker, et le journaliste d'investigation Seymour Hersh, ainsi que Vanessa Beeley une théoricienne du complot qui « écrit des articles trompeurs sur la Syrie ». Pilger décrit Vanessa Beeley comme une excellente journaliste qui a son « soutien sans réserve ». John Pilger estime qu'en occident l'information sur la guerre en Syrie est de la propagande, et que ce phénomène est une « grande tradition », citant comme autres exemples le déclenchement de la guerre au Vietnam et la guerre en Irak en 2003. Il affirme n'avoir jamais connu d'époque auparavant où la pensée dominante était à ce point impliquée dans un « déluge de propagande », visant selon lui la Russie,.
Lors d'une émission sur Russia Today, John Pilger a reproché à ses collègues journalistes d'avoir relaté les propos tenus par les gouvernements sans trop leur poser de questions lors de l'affaire Skripal. Brian Whitaker estime cependant que John Pilger avait peu avant commis « le péché dont il se plaignait ». En effet, selon Brian Whitaker, les déclarations de John Pilger concernant le produit chimique impliqué dans l'empoisonnement de Sergueï et Ioulia Skripal étaient une simple « régurgitation » des propos du ministre russe Sergueï Lavrov : ce dernier avait affirmé qu'aucun agent neurotoxique n’avait été utilisé contre les Skripal, affirmation qu'a également faite Pilger sur RT, et qu'il s'agissait uniquement du produit chimique BZ, alors que le BZ était en réalité un échantillon de contrôle inclus par l’OIAC pour vérifier que les laboratoires effectuaient correctement leur travail,.
Selon Brian Whitaker John Pilger a de nombreux admirateurs en particulier sur les médias sociaux, où il est « adulé » : des utilisateurs de Twitter le décrivent comme « l'un des rares vrais journalistes restants », « un géant parmi les nains journalistiques » et « celui qui explore la vérité ». Mais Whitaker remet en cause Pilger, aussi bien que Seymour Hersh et Robert Fisk, qui ont été désignés selon lui comme valables par des admirateurs sur les réseaux sociaux, qui retrouvent en eux ce qui conforte leurs opinions, elles-mêmes fondées sur des éléments faux, alors qu'ils rejettent par ailleurs « une grande partie des preuves disponibles - non pas parce qu'ils les ont examinées attentivement et ont décidé qu'elles sont faibles ou peu fiables », mais parce qu'elles vont à l'encontre de leur vision.
Son analyse de l'invasion de l'Ukraine par la Russie en 2022 est également source de controverse : il est accusé d'avoir défendu Vladimir Poutine et de le décrire comme une victime d'agression et non comme envahisseur,.

## Publications
- The Last Day (1975)
- Aftermath: The Struggles of Cambodia and Vietnam (1981)
- The Outsiders (avec Michael Coren, 1984)
- Heroes (1986)
- A Secret Country (1989)
- Distant Voices (1992 et 1994)
- Hidden Agendas (1998)
- Reporting the World: John Pilger's Great Eyewitness Photographers (2001)
- The New Rulers of the World (2002)
- Tell Me No Lies: Investigative Journalism and its Triumphs (2004)
- Freedom Next Time (2006)

## Filmographie

### Réalisateur
- 2000 : Paying the Price: Killing the Children of Iraq
- 2001 : The New Rulers of the World
- 2003 : Breaking the Silence: Truth and Lies in the War on Terror (TV)
- 2004 : Stealing a Nation (TV)
- 2007 : The War on Democracy
- 2010 : The War You Don't See

### Scénariste
- 1979 : Year Zero: The Silent Death of Cambodia
- 1983 : The Last Day (TV)
- 1986 : The Secret Country: The First Australians Fight Back (TV)
- 1986 : The Secret Country
- 1988 : The Last Dreams (feuilleton TV)
- 1994 : Death of a Nation: The Timor Conspiracy
- 2002 : Palestine Is Still the Issue (TV)
- 2003 : Breaking the Silence: Truth and Lies in the War on Terror (TV)
- 2004 : Stealing a Nation (TV)